# بازی مهره شیشه‌ای
بازی مهره شیشه‌ای (به آلمانی:Das Glasperlenspiel) کتابی است نوشتهٔ هرمان هسه، که جایزهٔ نوبل ادبیات را نصیب او کرد. نوشتن این کتاب در ۲۹ آوریل ۱۹۴۲ میلادی به پایان رسید اما به دلیل عقاید ضدفاشیستی هسه، نخسین بار سال ۱۹۴۳ در سوئیس انتشار یافت.
بازی مهرهٔ شیشه‌ای در آمریکا، نخستین بار در سال ۱۹۴۹ تحت عنوان استاد بازی - ماگیسترلودی (به انگلیسی: Master of the game-Magister Ludi) منتشر شده‌است. اما ترجمهٔ مشهور با نام بازی مهرهٔ شیشه ای (به انگلیسی: The Glass Bead Game) در سال ۱۹۷۲ انتشار یافت.

## درون مایه
حوادث این رمان در قرن بیست و سوم میلادی می‌گذرد و هسه خواننده را با خود به سرزمین کمال مطلوب که به آن نام کاستالیا داده، می‌کشاند، سرزمینی که مشتاقان عالم معنا، دور از غوغای جهان در آن سکونت دارند؛ این سرزمین نمایشی از تلفیق فلسفه غرب با عرفان شرق، زیبایی با افسون، فرمول‌های دقیق علمی با ترنم موسیقی است. سرگذشت قهرمان کتاب سرگذشتی است که هسه خود آرزوی آن را در سر می‌پروراند. نظر هسه آن است که بشر در هیچ مرحله‌ای از زندگی نباید عقب بماند و پیوسته باید در دایره‌ای جدید نفوذ کند، همچنان که در «بازی مهرهٔ شیشه‌ای» مهره‌ها باید پیوسته پیش بروند، زیرا سرشت توقف را نمی‌شناسند.

## نظرگاه نویسنده دربارهٔ کتاب
هسه در نامه‌ای که در ۱۹۵۵ به دوستی به نام رودلف پان ویتس نوشته‌است، خاطراتی را از زمان رستن و جان گرفتن این حکایت بازمی‌گوید: «آن اندیشه که در اصل مرا برافروخت تصور تناسخ بود، به صورت محملی که از طریق آن ثبات در تبدیل، دوام در سنت و زندگی روح به طورکلی بیان شود. آنگاه روزی، چند سال پیش از آنکه عملاً به نوشتن حکایت بپردازم، داستان زندگی خاص اما ابر زمانه را رؤیت کردم. انسانی را تصور کردم که طی چند حلول دوران‌های عظیم تاریخ بشری را می‌آزماید».
«برای ساختن آن زمان که بتوانم در پناه آن، نیرو و دلداری بیابم همین بسنده بود که هر زمان فرضی را در گذشته برانگیزم و عاشقانه تصویر کنم… دیدم که با رد زمان خیره سر باید اثبات می‌کردم که سلطان جان و روان وجود دارد و شکست ناپذیر است. با درک این نکته نقشه من به سوی تجلی ناکجاآباد، به تخیلی که در آینده افکنده شده باشد، تغییر جهت داد. چه سراسیمه شدم وقتی که ایالت کاستالیا سر برآورد. نیازی نبود که در اندیشه جان بگیرد یا ساخته شود. بی آنکه خود بدانم از مدتی پیش درون من شکل گرفته بود. پس آن بست را که دنبالش می‌گشتم یافته بودم. کاستالیا را باید مفهومی بری از زمان درک کرد که واقعیت درونی خود را واجد است و هدف آن نشان دادن امکان زندگی روان است».
«بازی مهره شیشه‌ای» شیوه‌ای است از بازی کردن با مجموع محتویات فرهنگ ما. بدانگونه با آنها بازی می‌کند که گفتی در عصر شگرف هنرها، نگارگری با رنگ‌های روی شستی خود، با درون بینی‌ها، اندیشه‌های والا، آثار هنری که بشر در دوران‌های آفرینندگی خود پدیدآورده‌است، همه آنچه مطالعات دانشمندانه به مفاهیم بدل کرده و به صورت ملک فکری درآورده‌است، با تمام این مجموعه عظیم ارزش‌های فکری، بازیکن بازی مهره شیشه‌ای به گونه ارگ نوازی که ارگ بنوازد، بازی می‌کند…».
سال‌ها تمرین باید تا کسی بازی را به شایستگی ببازد، تنها چند تنی این هنر را به‌غایت می‌رسانند و فقط یک تن می‌تواند «استاد بازی» شود و این مقامی است که بدو توان می‌بخشد تا بازی‌های بزرگ عمومی را طرح و هدایت کند.
اما بالاترین حالتی که از بازی کردن بازی مهره شیشه‌ای باید حاصل شود سلامت نفس است و این چیزی است که هسه در همه آثار خود، از رمان و شعر و مقاله و نقد به دنبال آن بوده‌است. «سلیم» و «سلامت نفس» در نامه‌ها و گفتگوهای آخر عمر هسه فراوان به کار گرفته شده‌اند.

## ترجمهٔ فارسی
کتاب بازی مهرهٔ شیشه‌ای را عبدالحسین شریفیان، از نسخهٔ انگلیسی این کتاب که توسط ریچارد و کلارا وینستون از آلمانی ترجمه و در سال ۱۹۷۲ در نیویورک منتشر شده، به فارسی برگردانده است. این ترجمه نخستین بار در سال ۱۳۸۰ در تهران چاپ و توسط انتشارات اساطیر منتشر شده‌است.